# Distretto di Elbasan
Il distretto di Elbasan  (in albanese: Rrethi i Elbasanit) era uno dei 36 distretti amministrativi dell'Albania. 	
La riforma amministrativa del 2015 ha suddiviso il territorio dell'ex-distretto in 3 comuni: Belsh, Cërrik ed Elbasan.

## Geografia antropica

### Suddivisioni amministrative
Il distretto comprendeva 3 comuni urbani e 20 comuni rurali.

#### Comuni urbani
- Belsh
- Cërrik
- Elbasan
- Shalës

#### Comuni rurali
- Bradashesh (Bradasesh)
- Fierzë
- Funarë (Funar)
- Gjergjan
- Gjinar
- Gostimë (Gostim)
- Gracen
- Grekan
- Kajan
- Klos
- Labinot Fushë
- Labinot Mal
- Mollas
- Papër
- Rrasë
- Shalës (Shalëz)
- Shirgjan
- Shushicë
- Tregan
- Zavalinë (Zavalin)